# ザ プリ ホテル アンド スパ
ザ プリ ホテル アンド スパ（The PuLi Hotel and Spa、中国語: 璞麗酒店、ピンイン: Púlì Jiŭdiàn、意味:「美しい宝石の原石」）は、中華人民共和国上海市静安地区の南京西路と延安路に挟まれた静安公園の東側に隣接するホテルである。都市型リゾートをコンセプトに建設された上海初のラグジュアリーホテルで、ザ・リーディングホテルズ・オブ・ザ・ワールドの加盟ホテルである 。2010年3月には、デザインホテル(Design Hotels AG)にも加盟した。
ロゴはホウオウボク(鳳凰木）をかたどったものである。
レストランは2階に、ジム、サウナ、スチームルーム、ジャグジー、プール、アナンタラ・スパ運営のスパなどのその他のホテルの施設は3階にある。
レストランは2016年3月にリニューアルされ、「ミシュランガイド上海2017」で一つ星を獲得した。

## 建材
ホテルの公共エリア及び客室には、中国の木材、青銅、乾燥レンガタイル、灰色の上海レンガ、中国の石材などの中国の建材が使用されている。
建材の使用例:
- ライブラリーにある暖炉上のエイ皮パネル（幅309cm×高さ218cm×奥行き83cm）。
- スイミングプールの銅製の壁面。